# آب‌گذر سگوبیا
آبگذر سگوبیا (به اسپانیایی: Acueducto de Segovia) آب‌گذری است رومی واقع در شهر سگوبیای اسپانیا و یکی از مهم‌ترین آب‌گذرهای باقی‌مانده در شبه‌جزیره ایبری است که تا به‌امروز به‌خوبی حفظ شده‌است. این آب‌گذر همچنین یکی از مهم‌ترین نمادهای شهر سگوبیاست به نحوی که نمایی از آن در نشان رسمی شهر نیز وجود دارد.

## تاریخچهٔ اولیه

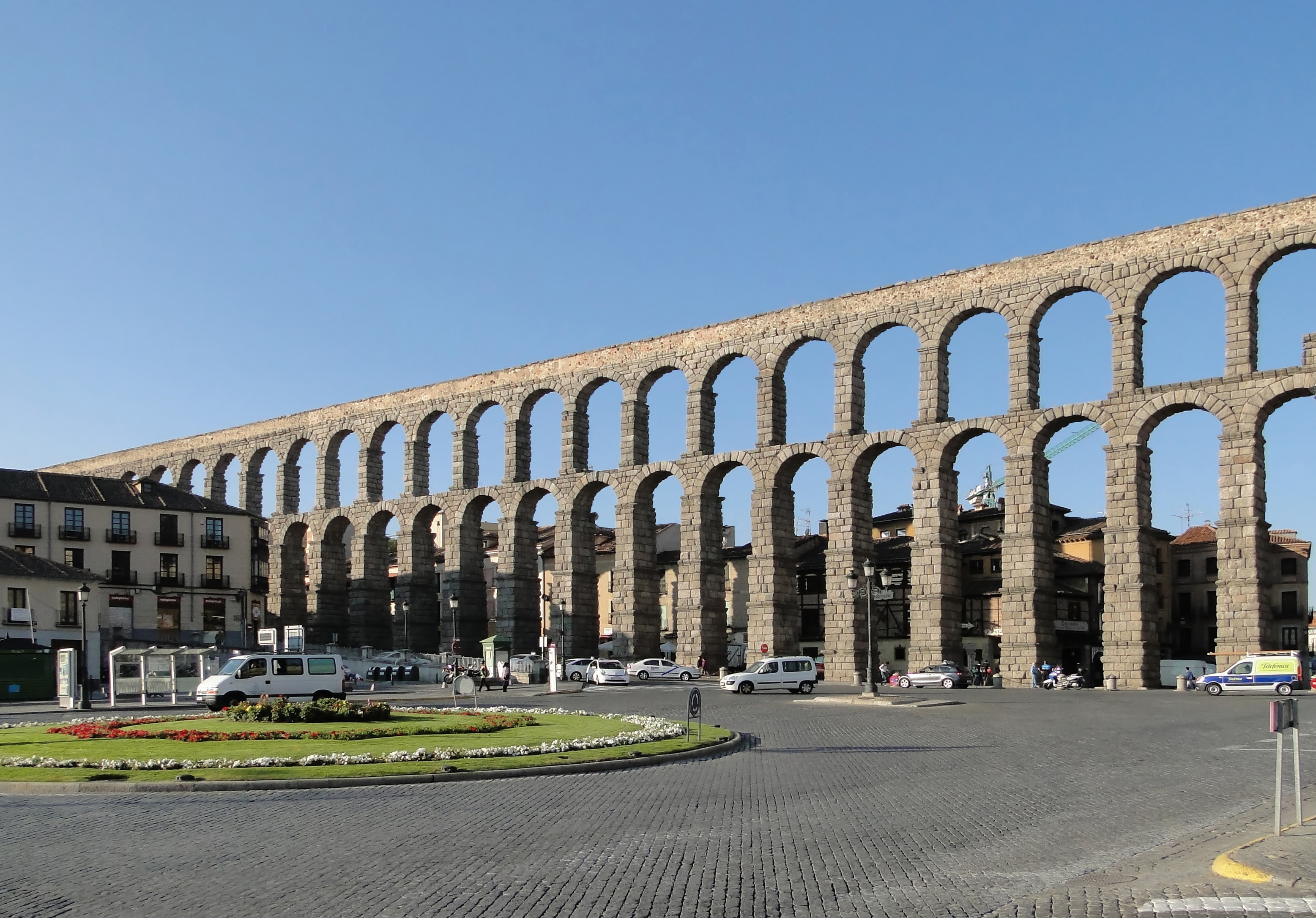
آب‌گذر سگوبیا

از آنجا که این آب‌گذر فاقد کتیبه‌ای قابل استناد است نمی‌توان تاریخ دقیق ساخت آن را مشخص کرد. با این حال پژوهشگران زمانی بین نیمهٔ دوم سدهٔ نخست میلادی تا سال‌های آغازین سدهٔ دوم را که همزمان با دوران امپراتوری یا وسپاسیان یا نروا می‌شود را به عنوان زمان احتمالی ساخت این سازه در نظر گرفته‌اند. در عین حال تاریخ شکل‌گیری خود شهر سگوبیا نیز به‌طور دقیق مشخص نیست. تا پیش از فتح این منطقه به دست رومیان مردمانی موسوم به Vaccaei در آنجا ساکن بودند. پس از فتح شهر، لشکریان رومی که برای کنترل منطقه به آنجا فرستاده شده‌بودند در همانجا ماندند و سکنی گزیدند.

## چگونگی کار آب‌گذر
آب‌گذر سگوبیا کار انتقال آب از رودخانهٔ فوئنته فریا در کوه‌های مجاور واقع در حدود ۱۷ کیومتری شهر و در منطقه‌ای موسوم به لا آکبدا را انجام می‌داد و این آب‌ها پس از طی ۱۵ کیلومتر دیگر به شهر می‌رسید. آب ورودی سپس در مخزنی موسوم به ال کاسرون (یا خانهٔ بزرگ) جمع‌آوری می‌شد و سپس از طریق کانالی به برج دوم موسوم به کاسا ده آگواس ( آب‌خانه یا آب‌انبار) منتقل می‌گردید. در آنجا شن موجود در آب ته‌نشین شده و آب به‌طور طبیعی تصفیه می‌شد. پس از این مرحله آب مسیری ۷۲۸ متری را می‌پیمود تا به پوستیگو، صخره‌ای برآمده که مرکز قدیمی شهر موسوم به سگوبیا آلکازار بر آن بنا شده‌بود می‌رسید. آب‌گذر سگوبیا سپس در پلازا ده دیاز سانز یا میدان دیاز سانز ناگهان به سوی پلازا آزوگِخو یا میدان آزوگِخو تغییر مسیر می‌داد و در اینجا بود که تمام شکوه خود را به نمایش می‌گذارد.

## مشخصات
ارتفاع آب‌گذر سگوبیا در بلندترین قسمت آن همراه با فونداسیون ۶ متریش به ۲۸٬۵ متر می‌رسد و طاق‌هایی تکی یا دوتایی که بر ستون‌هایی سوارند در طول آن دیده می‌شود چنانکه این آب‌گذر، از نقطه‌ای که وارد شهر می‌شود تا رسیدنش به پلازا ده دیاز سانز دارای ۷۵ طاق تکی، ۴۴ طاق دوتایی (یا ۸۸ طاق اگر جداگانه شمارش می‌شدند) و باز در ادامه ۴ طاق تکی است که در مجموع ۱۶۷ طاق را به‌وجود می‌آورند.

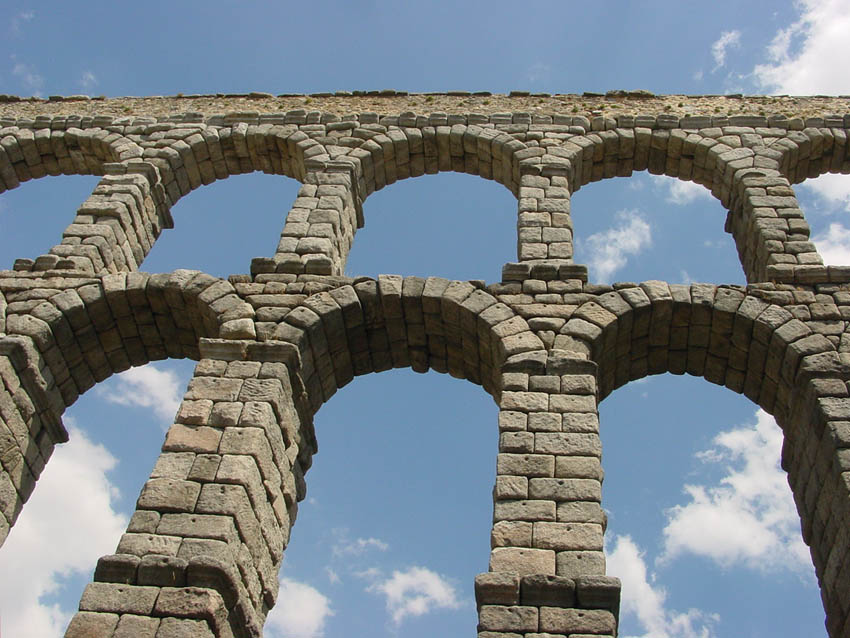

ساخت آبگذر سگوبیا بر اساس اصولی که ویتروویوس در کتاب خود De Architectura (انتشاریافته در اواسط سدهٔ یکم میلادی) آورده بود صورت گرفت.
نخستین بخش آبگذر دارای ۳۶ طاق نیمه‌مدور است که پس از تخریب بخشی از آن‌ها در سال ۱۰۷۲ توسط موروها، در سدهٔ پانزدهم بازسازی شدند. ردیف طاق‌ها در دو طبقه سازمان‌دهی‌شده و تزئینی ساده دارد. عرض کلی طاق‌های قسمت بالا به ۵٬۱ متر رسیده و ستون‌های این قسمت کوتاه‌تر و نازکتر از ستون‌های قسمت زیرین هستند. طاق‌های قسمت پایین آبگذر تقریباً پهنایشان به ۴٬۵ متر می‌رسد و رفته‌رفته بر محیط ستون‌هایشان افزوده می‌شود.
مجرای انتقال آب بر بالای این سازه قرار دارد که آب از طریق آن و از درون حفره‌ای U شکل به اندازهٔ ۰٬۵۵ در ۰٬۴۶ متر انتقال می‌یافت.
آبگذر سگوبیا از بلوک‌های آجرشکل گرانیتی ساخته شده‌است و در دوران رومیان، هر کدام از بلندترین سه طاق آن نوشته‌ای برنزی داشت که نام سازنده و تاریخ ساخت آن را مشخص می‌ساخت. امروزه دو رف در دو سوی آبگذر هنوز قابل مشاهده‌است و بنا بر یافته‌ها، در یکی از آن‌ها نگاره‌ای از هرکول به‌عنوان کسی که بنا بر روایات شهر را بنیان‌گذاشته بود قرار داشت. اما رف دیگر شامل نگاره‌هایی از ویرخن د لا فوئنسیسلا (پشتیبان شهر) و استفان قدیس است.

## بازسازی و تاریخچهٔ ثانویه

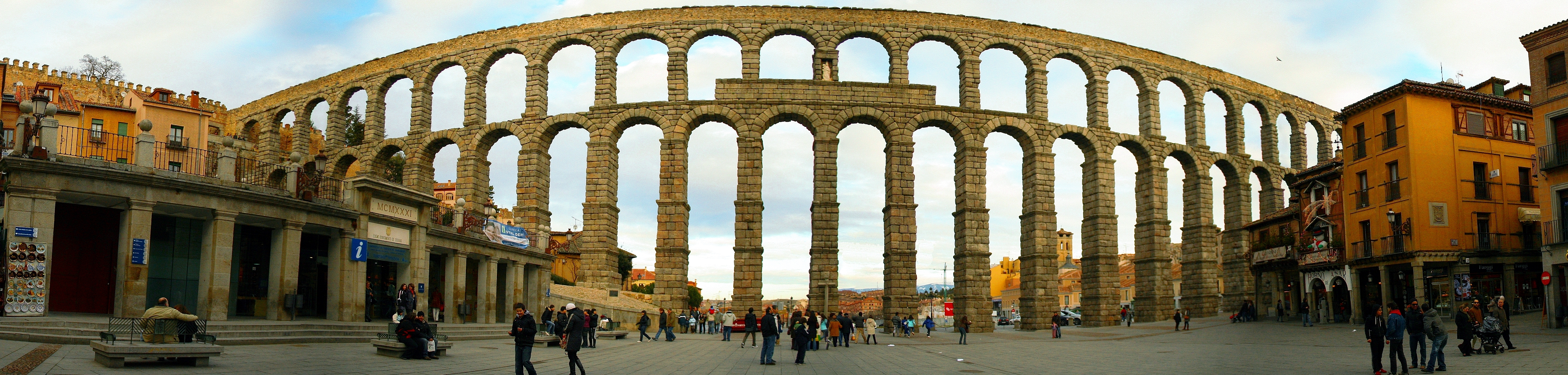
نمای اصلی آب‌گذر سگوبیا

نخستین کار بازسازی آبگذر سگوبیا در زمان پادشاهی فرناندوی دوم، پادشاه آراگون و ایزابل یکم، ملکه کاستیا مشهور به فرمانروایان کاتولیک صورت پذیرفت و دون پدرو مسا، رئیس صومعهٔ جرونیمو دل پارال هدایت این پروژه را برعهده گرفت. مجموعاً ۳۶ طاق ساخته شد و دقت فراوانی در این کار مبذول گشت تا تغییری در سبک اولیهٔ بنا داده نشود. پس از آن در سدهٔ شانزدهم رف‌های میانی و تندیس‌های درون آنان به سازه اضافه شد.
آبگذر سگوبیا مهم‌ترین بنای شهر از نظر معماری است که در طول سده‌های گوناگون مورد استفاده قرار داشته و به بهترین نحو تا به‌امروز حفظ شده‌است. این آبگذر حتی تا این اواخر نیز کار انتقال آب به سگوبیا به‌ویژه سگوبیا آلکازار را انجام می‌داد.

## میراث جهانی یونسکو
آبگذر سگوبیا در سال ۱۹۸۵ در فهرست میراث جهانی یونسکو به‌ثبت رسید با این حال به‌دلیل زوال بلوک‌های سنگی، نشت آب و ترک‌خوردگی و رو به زوال رفتن سنگ‌های گرانیتی به‌دلیل آلودگی، این بنا در سال ۲۰۰۶ از سوی بنیاد جهانی آثار تاریخی در فهرست بناهای تاریخی نیازمند پاسداری قرار گرفت.

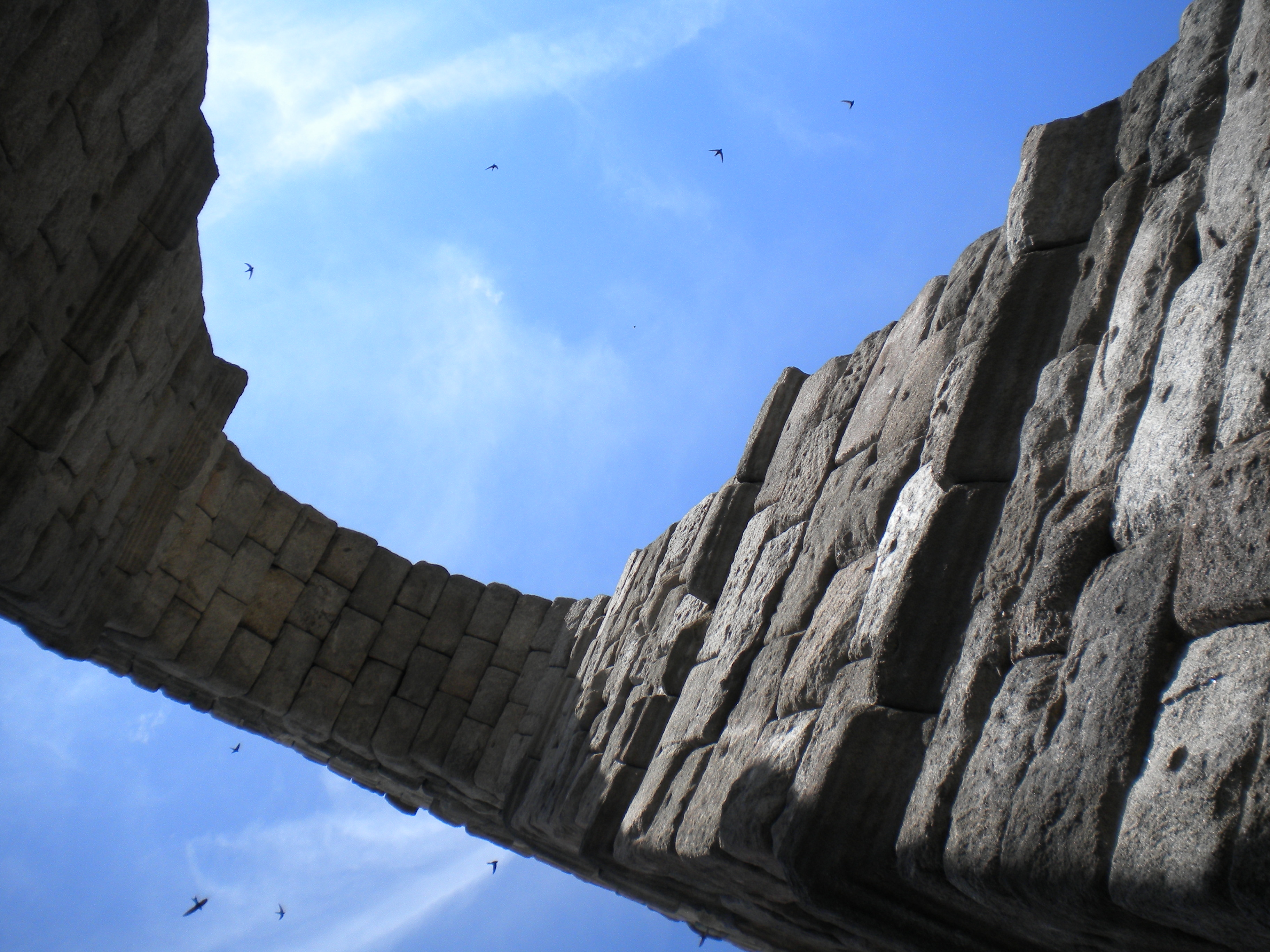
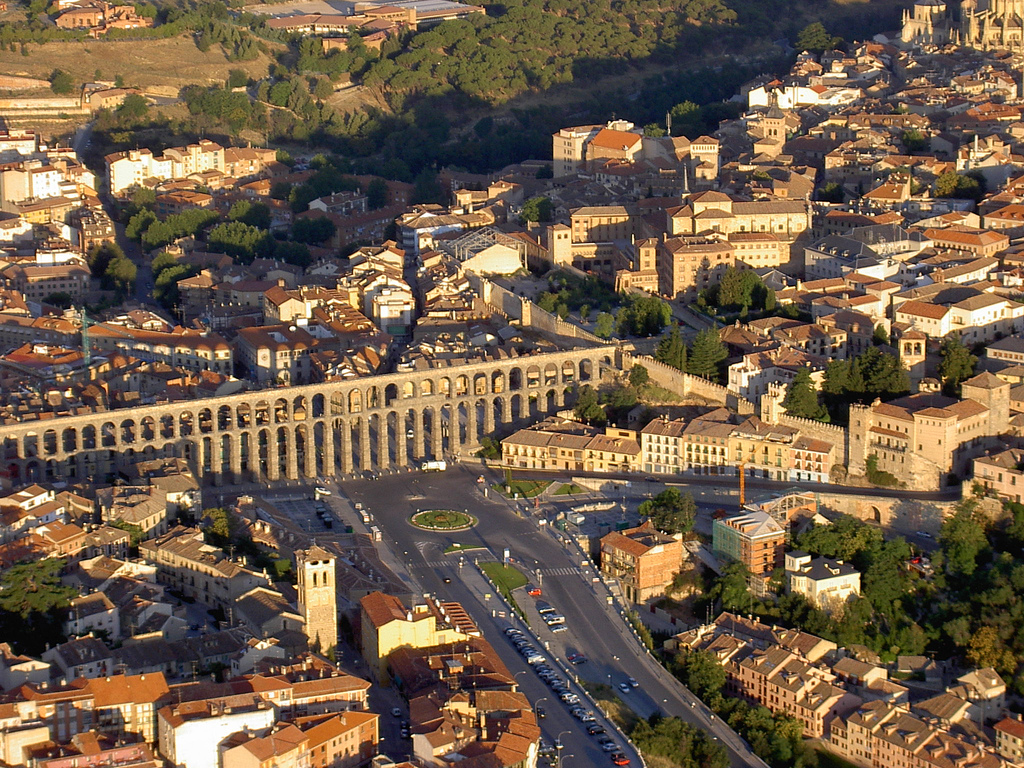
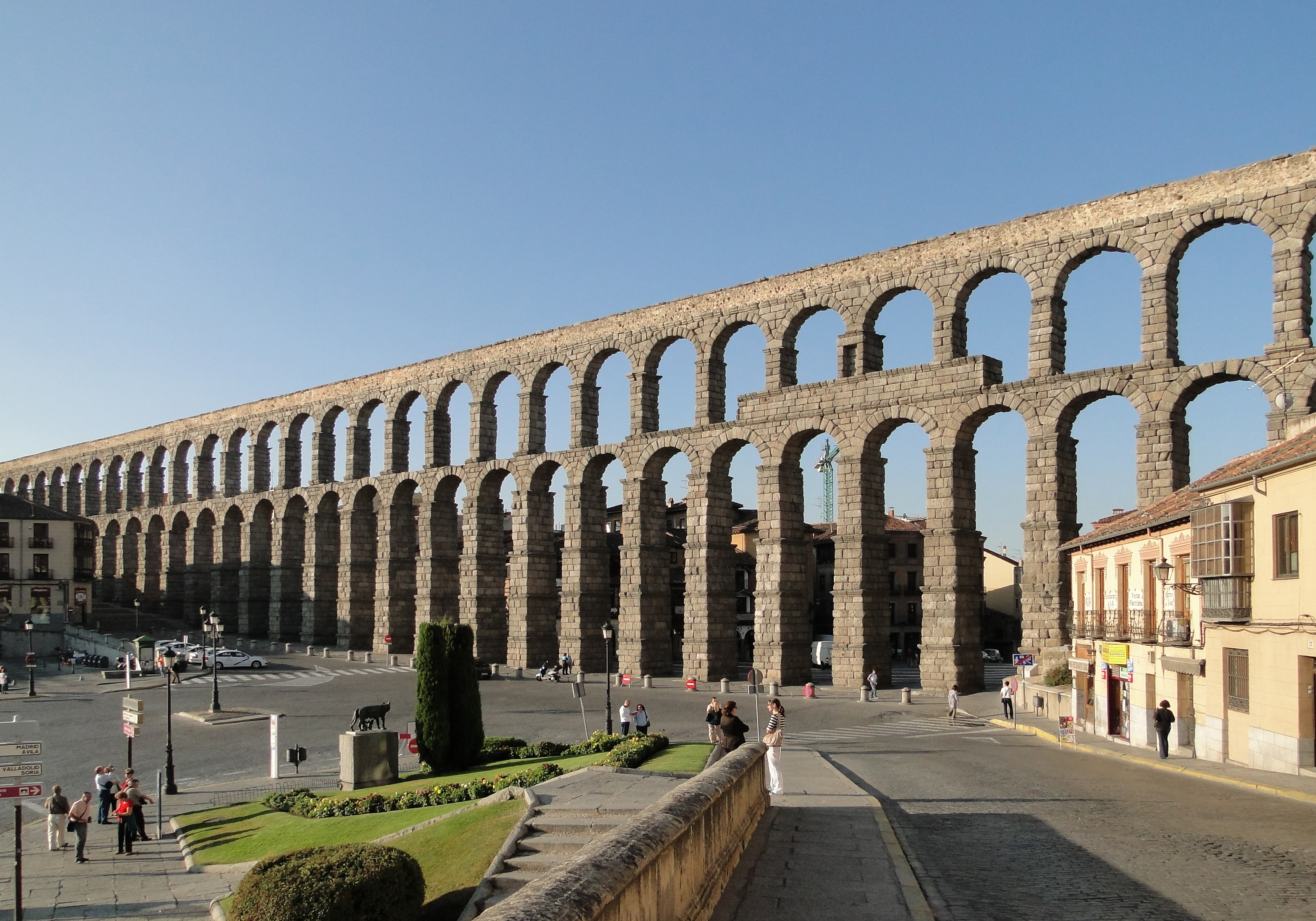
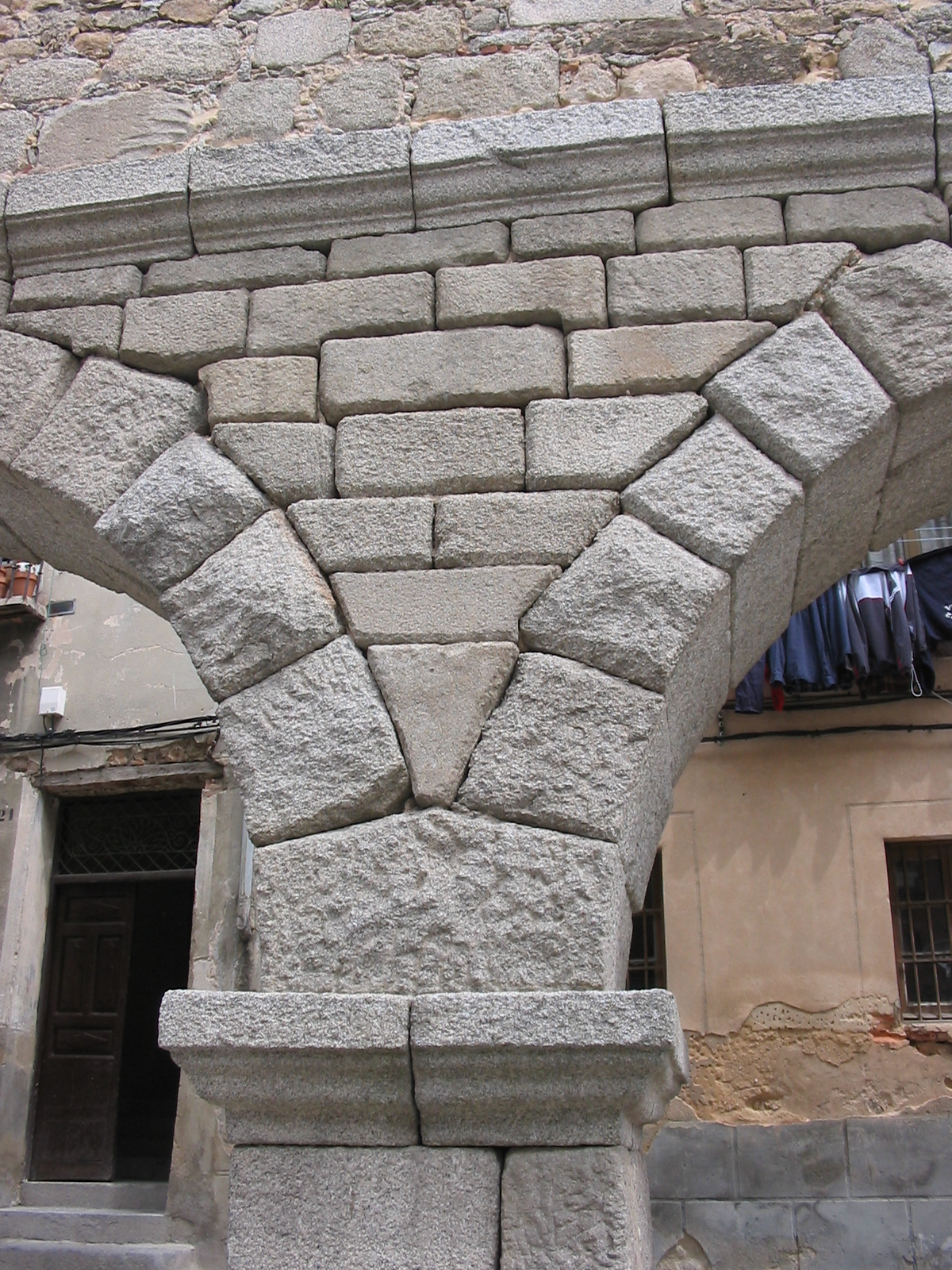
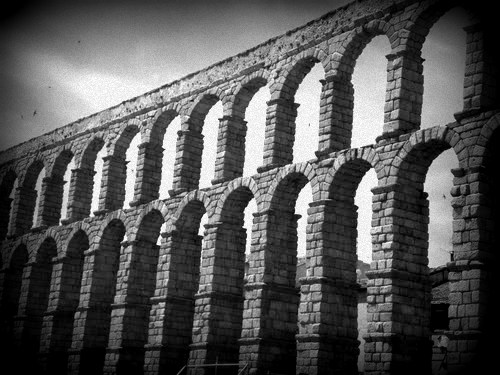
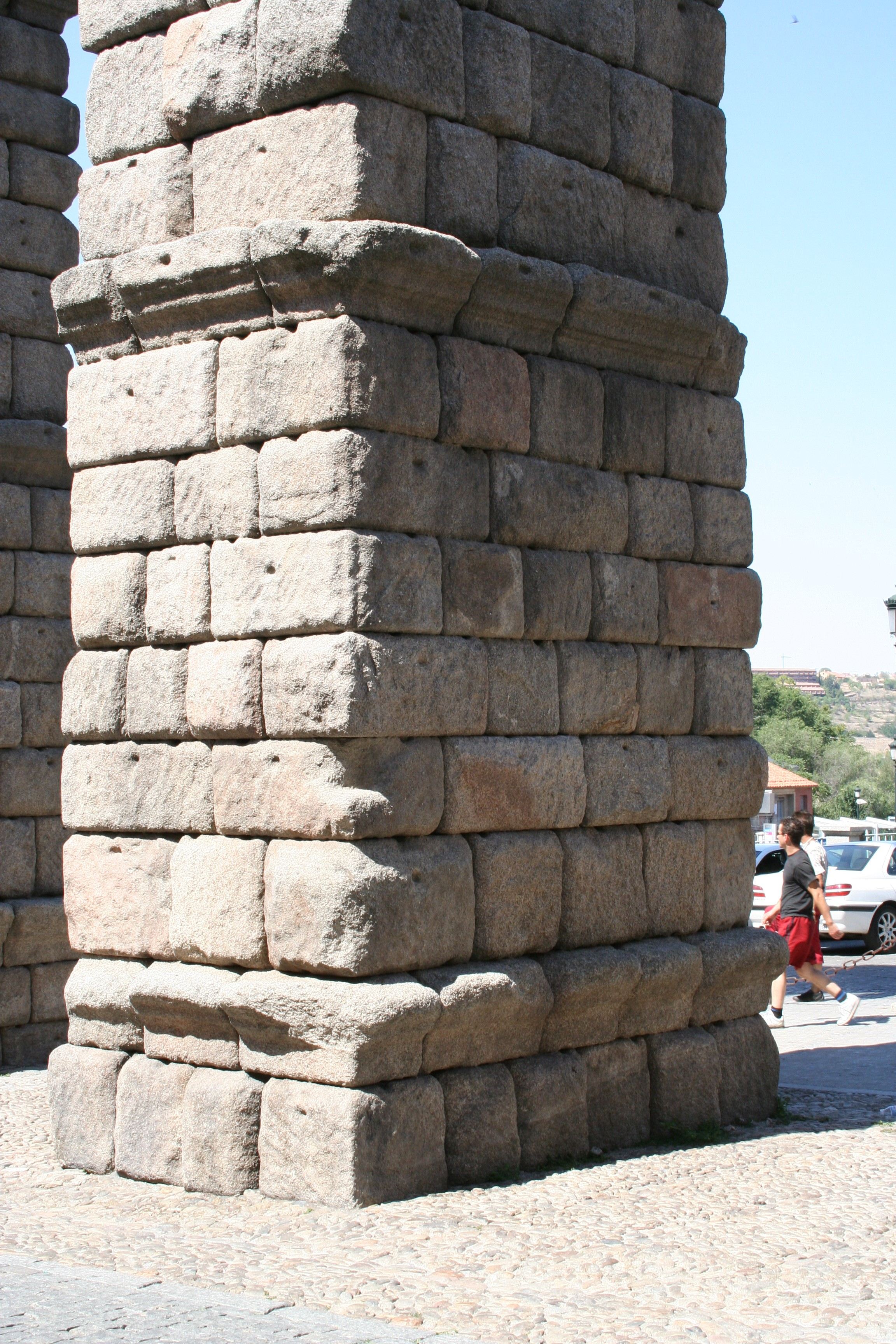
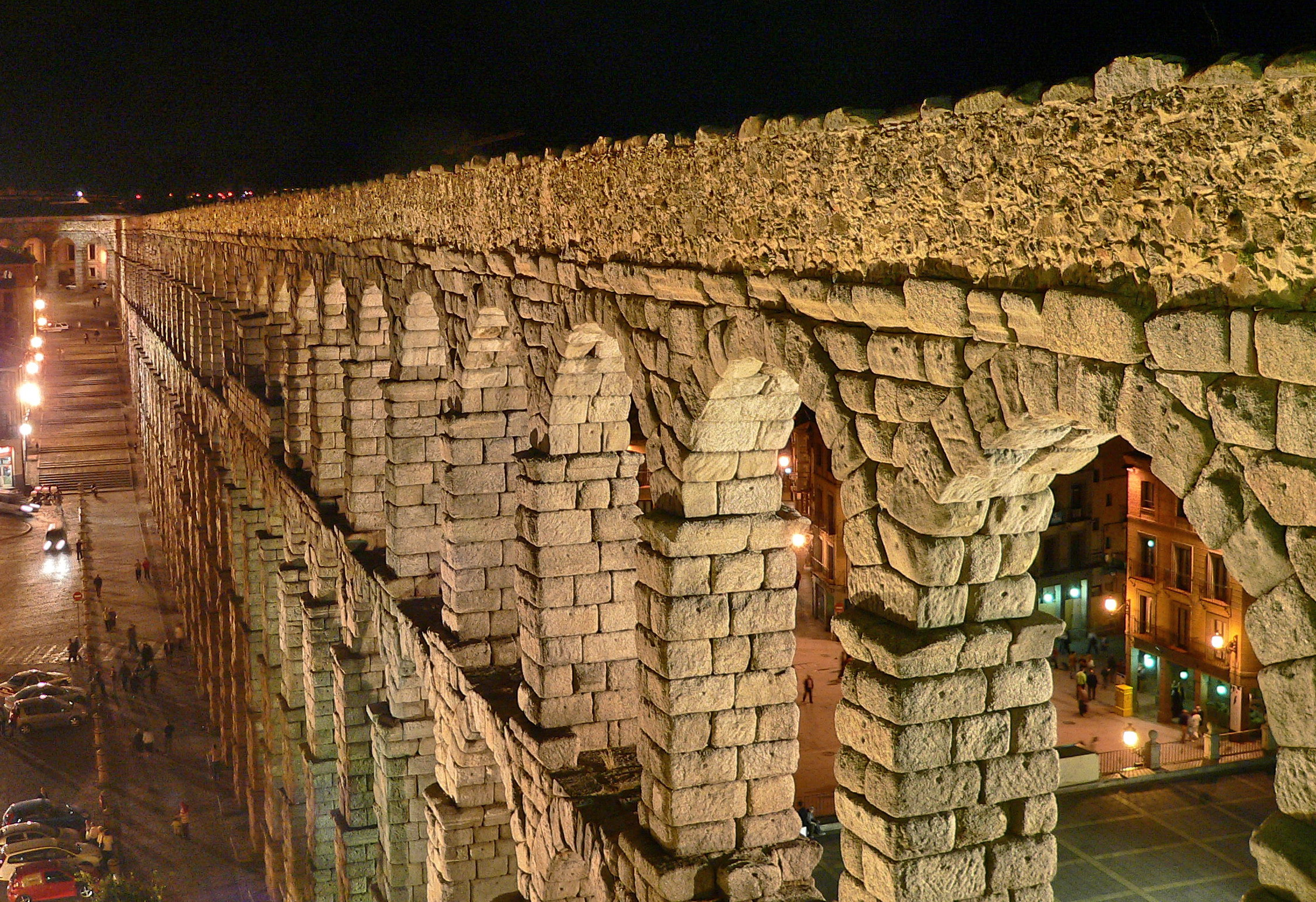